# Богач (село)
Богач — село в южной части медье Боршод-Абауй-Земплен, в Мезёкёвешдском районе Венгрии. Населённый пункт, известный плажем с лечебной водой, находится в 30 километрах к западу от Мишкольца, в 18 километрах к востоку от Эгера и в 11 километрах к северу от города Мезёкёвешд. Имя села исходит из старославянского слова bogatu, богатый.

## История
На территории села жили люди уже с доисторических времен. В 19 веке здесь нашли неолитические каменные орудия. Название населённого пункта «Bogachi» в первый раз было упомянуто в 1248 году. Большая часть населения занималась виноградарством. Во время турецкого вторжения всё село погибло, и только в 18 веке сюда снова пришли люди. Во время Второй мировой войны в этом районе шли бои.
В 1950-х годах в этом районе искали нефть, а нашли термальную воду. Первый бассейн построили в 1959 году, а три других в 1973 году. Имеется пляж с 6 бассейнами.

## Население
| Год  | Численность | Численность |
| ---- | ----------- | ----------- |
| 2013 | 1982        | [ 4 ]       |
| 2014 | 2006        | [ 5 ]       |
| 2015 | 1960        | [ 6 ]       |
| 2021 | 1864        | [ 7 ]       |
| 2022 | 1963        | [ 8 ]       |
| 2023 | 1886        | [ 9 ]       |
| 2024 | 1941        | [ 3 ]       |

В селе живут 89 % венгров и 11 % цыган.

## Культура

### Группа тамбурмажореток
Богачская группа тамбурмажореток была создана в 2001 году из учениц начальной школы села. Они все чаще принимают участие в местных событиях, иногда в других населённых пунктах страны или за границей. Они проходят 15-20 раз в год.

### Конкурс вин
С лета 1992 года в селе Богач проходит конкурс вин «Bükkvinfest». Во время фестиваля, проводимого в конце недели, здесь проходят разные культурные и развлекательные программы.

## Достопримечательности
- Богачская термальная баня
- Музей бабочек на открытом воздухе
- Загородный дом, показывающий жизнь в прошлом в селах Северной Венгрии
- Римско-католическая церковь романского стиля. Церковь, находящаяся в селе, была построена на основе предыдущей церкви. Точное время постройки неизвестно. Выделена в честь святого Мартина.
- Винные погреба

## Близкие населённые пункты
Черепфалу (5 км), Носвай (5 км). Самый близкий город, Мезёкёвешд находится в 8 километрах от села.